# NGC 739
NGC 739 je čočková galaxie v souhvězdí Trojúhelníku. Její zdánlivá jasnost je 14,1m a úhlová velikost 0,9′ × 0,6′. Je vzdálená 208 milionů světelných let, průměr má 55 000 světelných let. Galaxii objevil 9. ledna 1874 Angličan Ralph Copeland dalekohledem lorda Rosse na hradě Birru.